# 1585 en arts plastiques
| Années des arts plastiques : 1582 - 1583 - 1584 - 1585 - 1586 - 1587 - 1588    |
| Décennies des arts plastiques : 1550 - 1560 - 1570 - 1580 - 1590 - 1600 - 1610 |

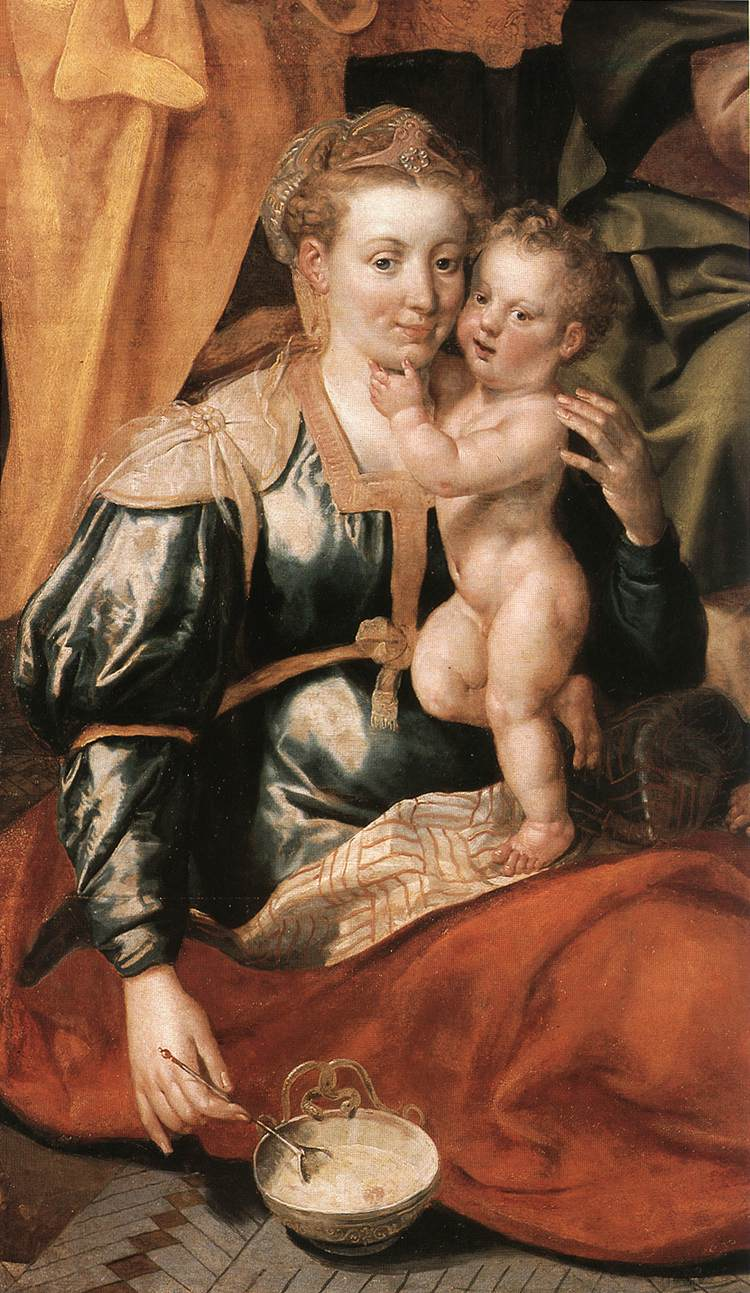
La Famille de Ste Anne (détail) de Maarten de Vos (1532–1603), huile sur panneau de bois (155,3 cm x 170 cm), conservée au Musée des Beaux-Arts de Gand.

Cette page concerne l'année 1585 en arts plastiques.

## Naissances
- 27 janvier : Hendrick Avercamp, peintre néerlandais († 15 mai 1634),
- 25 août : Giovanni Bilivert, peintre italien († 16 juillet 1644),
- ? : 
  - Nathaniel Bacon, peintre anglais († 1627),
  - Giovanni Battista della Torre, peintre italien de l'école de Ferrare († 1641),
- Vers 1585 : 
  - Jacob van Geel, peintre de l'âge d'or hollandais († après 1638).

## Décès
- ? :
  - Jacques Ier Androuet du Cerceau, dessinateur, graveur et architecte français (° vers 1515),
  - Luca Cambiaso, peintre italien se rattachant à l'école génoise (° 1527),
  - Deodato Guinaccia, peintre italien (° vers 1510),
  - Francisco de Holanda, peintre, essayiste, architecte et humaniste portugais (° 1517),
  - Carlo Urbino, peintre maniériste italien (° vers 1525),
- Vers 1585 :
  - Jean Decourt, peintre français (° vers 1530).